# Storia di San Giorgio su Legnano

Lo stemma del comune di San Giorgio su Legnano

La prima traccia documentata della storia di San Giorgio su Legnano, comune in provincia di Milano nell'Altomilanese, si riferisce a un'iscrizione incisa su alcuni mattoni datati 1393 dove è impressa la parola "Sotena", che è ritenuto il nome originario della comunità sangiorgese. Questi laterizi sono stati ritrovati durante alcuni scavi eseguiti nei pressi della chiesa del Santissimo Crocifisso nel 1769. Le testimonianze archeologiche più antiche rinvenute nel territorio di San Giorgio su Legnano sono invece costituite da necropoli romane, la cui datazione corrisponde all'età imperiale.
San Giorgio su Legnano è stato per secoli un paese agricolo, il cui terreno sassoso ha fornito il materiale per la costruzione delle cascine locali. Alla fine del XIX secolo nell'Altomilanese è iniziata una trasformazione economica e sociale che ha portato San Giorgio su Legnano a essere incluso in una delle zone più industrializzate d'Italia. Tra la fine del XX secolo e l'inizio del XXI si è invece instaurato un processo di deindustrializzazione che ha causato la chiusura di molte attività produttive.

## Preistoria
Il riferimento al santo nel nome del comune deriva da una chiesetta dedicata a San Giorgio annessa a un convento di frati agostiniani presente nelle campagne legnanesi, la cui esistenza è attestata da un manoscritto del 1261. Questo monastero fu il nucleo originario del castello di Legnano. È verosimile che la presenza di questo monastero abbia poi determinato l'intitolazione a San Giorgio, oltre che del castello, anche di un quartiere di Legnano (la "Costa di San Giorgio") e del vicino comune di San Giorgio su Legnano.
Nel Medioevo la comunità sangiorgese era conosciuta come "Sotena" o "Sotera", come si può leggere in alcune note d'archivio parrocchiale che si riferiscono a un reperto medioevale. Il primo riferimento a "San Giorgio" nel nome dell'abitato compare su documenti di inizio XV secolo, che indicano la comunità come locus Sancti Georgi Plebis Parabiaghi Duc. Mlni (it. "località San Giorgio, della pieve di Parabiago, Ducato di Milano"), mentre su mappe dell'epoca dei Borromeo (XVI secolo) l'abitato è citato come Cascina Sancti Georgi Plebis Parabiaghi Duc. Mlni (it. "Cassina di San Giorgio, della pieve di Parabiago, Ducato di Milano"). "San Giorgio" fece parte fino al 1535 del comune di Legnano, dal quale è stata diviso dopo la riforma amministrativa dell'imperatore Carlo V d'Asburgo.
Dopo l'Unità d'Italia, in seguito all'emanazione del regio decreto n°941, il 23 ottobre 1862, il comune prese la denominazione di "San Giorgio su Legnano" per distinguerlo dalle altre municipalità omonime.

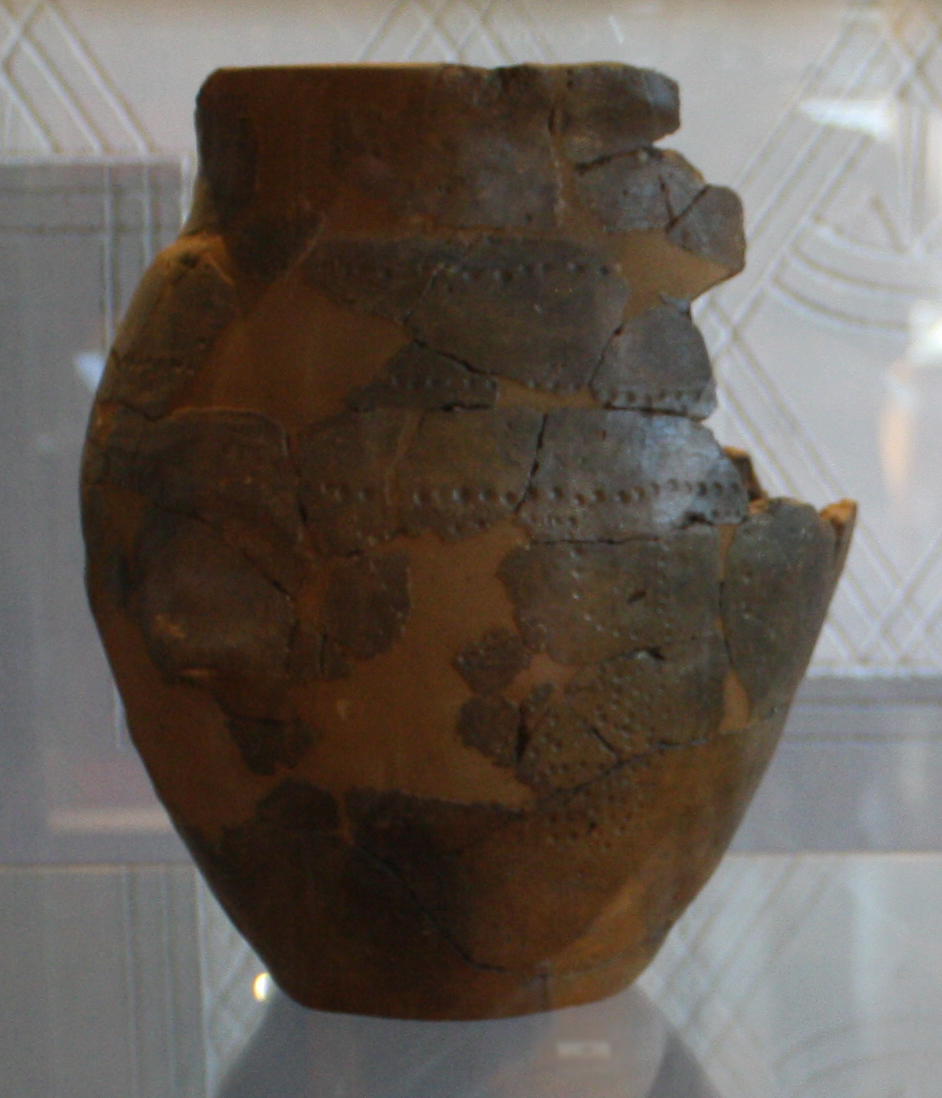
Olla ovoide in argilla con decorazione impressa appartenente alla Cultura di Canegrate

Nella Preistoria il territorio sangiorgese era ricoperto da groane. Essa era quindi una zona in cui crescevano spontaneamente soltanto cespugli, data la scarsa fertilità del terreno. Nel corso dei secoli, grazie al lavoro di fertilizzazione operato dai contadini locali e alla costruzione di canali artificiali nelle zone limitrofe, il territorio sangiorgese è stato reso coltivabile. Un tempo vaste aree erano coltivate e la flora delle zone boscose era composta prevalentemente da farnie, carpini, castagni, noccioli, platani, frassini, querce, pioppi, olmi, aceri ed ontani.
Sebbene nel territorio sangiorgese non siano stati ritrovati reperti archeologici preistorici, non è escluso che l'area sia stata frequentata da popolazioni appartenenti a culture preistorici di cui si sono invece trovate testimonianze nei territori limitrofi. Il più antico rinvenimento del legnanese, risalente al III millennio a.C., è una ciotola realizzata nell'Età del rame e trovata nei pressi del confine tra Castellanza e Legnano, tra suppellettili di età romana. È conservata presso il Museo civico Guido Sutermeister.
Nel Legnanese le testimonianze preistoriche successive sono reperti collegati alla cultura di Canegrate, scoperti nell'omonima municipalità confinante con San Giorgio su Legnano e risalenti al XIII secolo a.C.. Questa cultura si è sviluppata a partire dall'età del bronzo recente, fino ad arrivare all'età del ferro.
I ritrovamenti archeologici successivi che sono stati trovati nella zona sono due punte di lancia in bronzo, la cui datazione è compresa tra il IX e l'VIII secolo a.C. Sono state rinvenute a Legnanello, quartiere di Legnano, negli ultimi anni del XIX secolo e sono riconducibili alla cultura di Golasecca arcaica (prima età del ferro).
Altri reperti scoperti a Legnano di epoche successive (V secolo a.C.) sono sempre riconducibili alla cultura di Golasecca (questa volta più recente).
Da ciò si può dedurre che la media Valle Olona fosse all'epoca una rilevante via di comunicazione. I ritrovamenti sono invece molteplici per il II secolo a.C. e i successivi, cioè in un periodo in cui la conquista romana era già stata completata.

## Epoca romana
Le testimonianze archeologiche più antiche rinvenute invece nel territorio di San Giorgio su Legnano sono costituite da necropoli romane, la cui datazione corrisponde all'età imperiale (I secolo a.C.-IV secolo d.C.). Le tombe più antiche risentono fortemente dell'influenza celtica, non essendo ancora completo il processo di romanizzazione. Una diffusa paretimologia della parola "Sotera", che ha corso tra gli abitanti della zona, vorrebbe che questo termine fosse un rimando all'allusione alla necropoli romana ("sottoterra", in dialetto legnanese sota tèra).

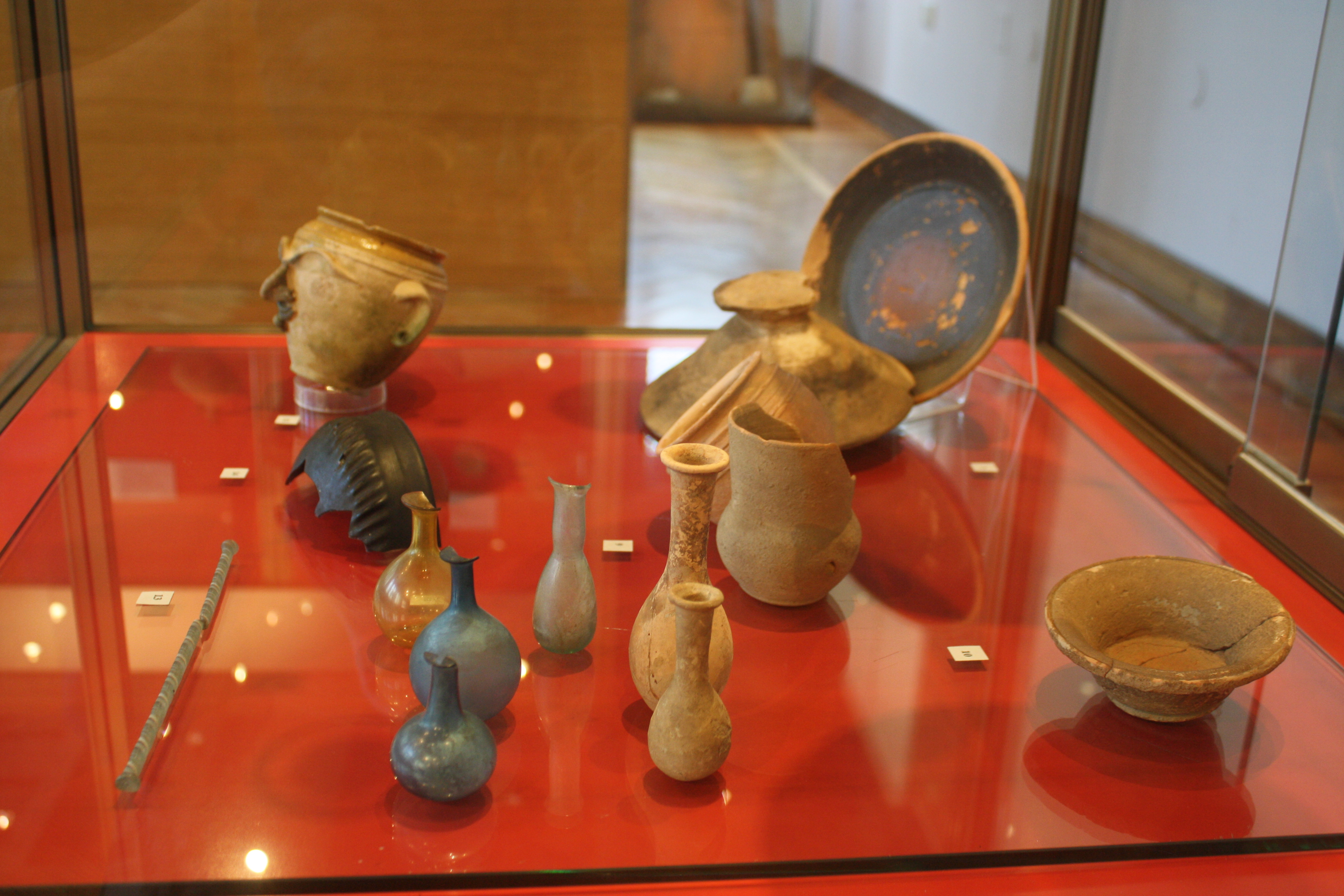
Ritrovamenti d'età romana (I secolo a.C. - I secolo d.C.) rinvenuti a San Giorgio su Legnano nel 2004 in via Trento

Sono state in tutto due le necropoli romane scoperte. La prima ha fornito materiale databile dal I secolo a.C. al IV secolo. Gli scavi iniziali, che sono stati effettuati nel 1925 in un podere nell'allora via Umberto I (oggi via Mameli), hanno portato alla luce un corredo composto da vasellame vario e da utensili in ferro databile all'età augustea. Tra essi, erano presenti una pregevole ceramica a vernice nera ed una coppa in vetro viola. Nella seconda fase degli scavi, sono venuti alla luce vari manufatti, tra cui anelli in pasta vitrea blu ed una moneta, che ne ha permesso la datazione. Questa moneta era un asse di rame del triumviro monetale C. Gallio Luperco che è stata emessa nel 16 d.C..
Nella seconda necropoli, scavata nel 1952, sono stati trovati corredi più completi. Scoperta nei pressi dell'attuale via Vittorio Veneto durante i lavori di costruzione di una villetta, la necropoli era formata da ventitré sepolture databili tra il I secolo a.C. ed il I secolo, che hanno fornito vario materiale archeologico tra cui anfore, vasellame da cucina, balsamari, lucerne, coltelli, raschiatoi, chiodi, fusarole ed una moneta, che ne ha reso possibile la datazione. La moneta era stata emessa nell'8 a.C. durante il triumvirato monetale di Maecelio Tullo. Altri ritrovamenti dello stesso periodo storico sono stati scoperti nel 1927 all'interno del parco di villa Parravicini. Tali corredi, che erano contenuti in due tombe, erano composti da alcune anfore. Sempre appartenenti a questa necropoli, nel 1987, durante i lavori di realizzazione di un collettore di fogna per una villetta, sono stati rinvenuti vari oggetti ceramici contenuti in tre tombe e databili alla seconda metà del I secolo a.C.. Altri reperti sono stati trovati nel 2004 in via Trento.
I ritrovamenti testimoniano che il territorio sangiorgese, in tarda epoca romana, fu intensamente frequentato, con l'insediamento di una classe sociale agiata. A differenza del primo periodo di dominazione romana, quando il popolamento era meno intenso, in età imperiale l'area era interessata da molti scambi commerciali con le zone limitrofe ed era caratterizzata da una vivace attività agricola e d'allevamento.

## Medioevo
Nel Medioevo la comunità di Sotena, come la vicina Legnano, era al confine tra i Contadi del Seprio (il cui capoluogo era Castelseprio) e della Burgaria (probabilmente sotto l'egemonia di Parabiago), due contee dipendenti dalla Marca di Lombardia, che era una suddivisione territoriale derivante dai Longobardi e dai Franchi.

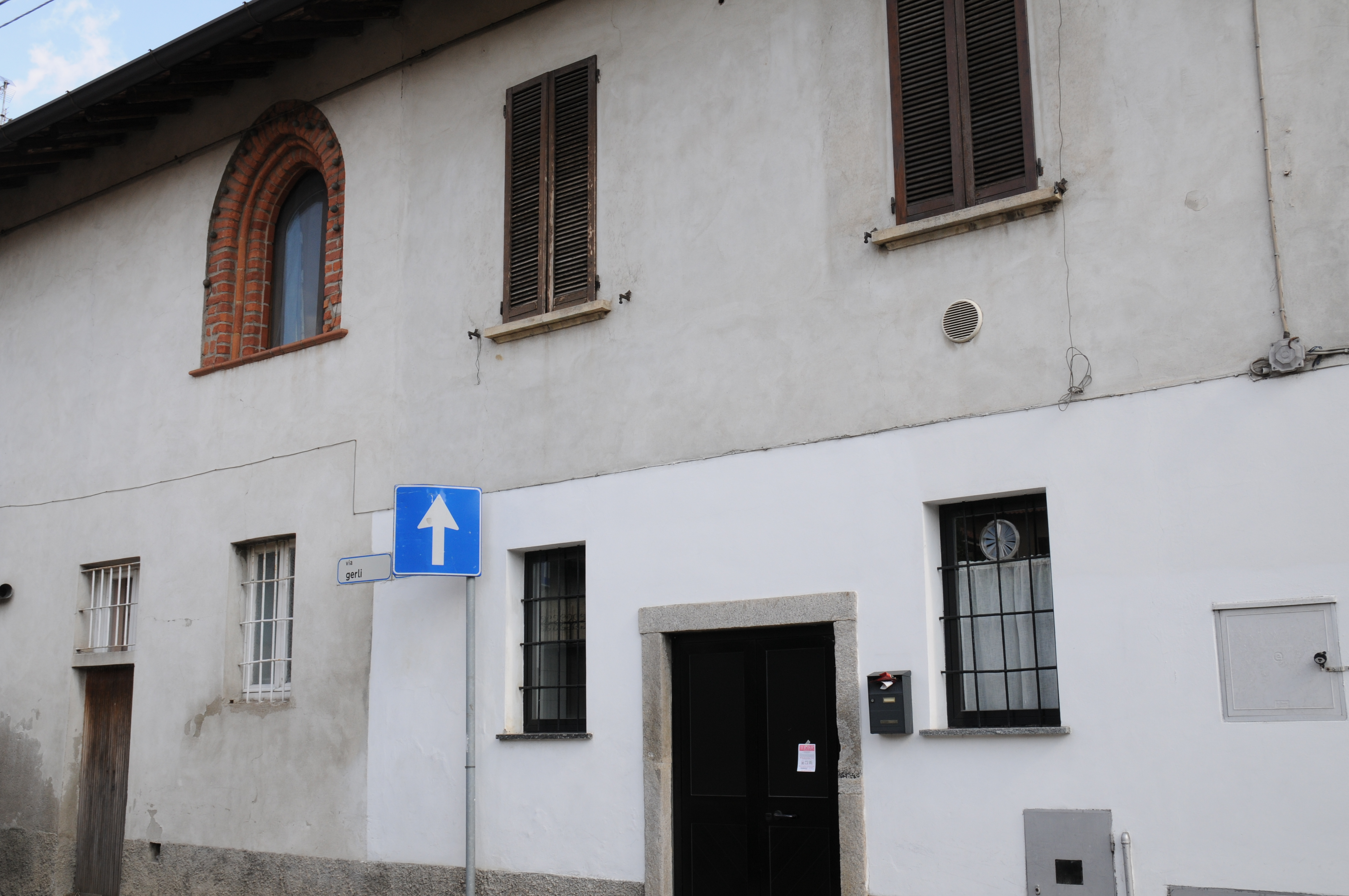
La "casa della regina", forse l'edificio più antico del comune

Il primo cenno documentato che nomina la comunità sangiorgese è a un'iscrizione scolpita su alcuni mattoni datati 1393 che sono stati ritrovati durante alcuni scavi presso la chiesa del Santissimo Crocifisso effettuati nel 1769, come testimoniano alcune note dell'archivio parrocchiale:
(Note dell'archivio parrocchiale)
Quindi originariamente la comunità sangiorgese si chiamava "Sotena" e la chiesa citata, ora non più esistente e in seguito sostituita dalla chiesa del Crocefisso, risulta essere il tempio più antico di San Giorgio di cui si è trovata traccia. A parte tale iscrizione non si hanno notizie scritte della comunità sangiorgese del Medioevo. Nel registro delle chiese del Liber Notitiae Sanctorum Mediolani di Goffredo da Bussero, che descrive il contesto religioso dell'area milanese tra la fine del XIII e l'inizio del XIV secolo, San Giorgio non è ancora presente. In questo periodo storico, San Giorgio su Legnano era dunque un piccolo gruppo di case che non aveva ancora una chiesa propria; il primo edificio religioso della comunità di cui si è trovata traccia è infatti la chiesa citata in precedenza, che venne consacrata nel 1393.
L'ipotesi più probabile che spiega la sostituzione di "Sotena" con "San Giorgio" è collegata alla presenza di un convento di Regolari Agostiniani, con annessa chiesetta dedicata a San Giorgio, la cui esistenza è documentata fin dal 1231; l'edificio religioso non compare però nel già citato registro delle chiese del Liber Notitiae Sanctorum Mediolani. Questo monastero possedeva molte terre coltivabili, di proprietà dei Della Torre, che si estendevano oltre Legnano fino a raggiungere Canegrate, San Vittore Olona, Villa Cortese e Dairago. I monaci, a seguito delle "prepotenze" subite dai potenti del luogo, abbandonarono il monastero firmando un atto di cessione datato 14 ottobre 1261.
Quando i canonici se ne andarono, presso il convento rimase una piccola costruzione, una torre (probabilmente di vedetta), la cui funzione era controllare una strada costeggiante l'Olona che era strategica perché era un'importante via di comunicazione tra Milano e il Nord-Ovest della Lombardia. Tra il 1261 e il 1273 i Della Torre, nuovi proprietari dell'edificio, costruirono due ali a destra e a sinistra della torre, trasformando l'originario convento in una fortificazione vera e propria. Questo maniero, detto allora Castello di San Giorgio, è giunto sino al XXI secolo ed è l'odierno castello di Legnano. L'esistenza dell'originario convento dedicato a San Giorgio avrebbe probabilmente trasmesso il culto del santo nelle campagne circostanti che, a sua volta, avrebbe determinato la dedicazione a San Giorgio della chiesa di "Sotena". In seguito, il santo diede il nome alla comunità stessa.
L'unica testimonianza tangibile della San Giorgio medioevale è una finestra a sesto acuto, con bordo in cotto, presente in un edificio prospiciente la piazza principale, la cosiddetta "Casa della regina", che è forse la costruzione più antica del paese. Su questa dimora, fino agli anni trenta del XX secolo era collocato uno stemma che indicava l'appartenenza dell'edificio ai Visconti e che è stato tolto da un antiquario: poi se ne sono perse le tracce.

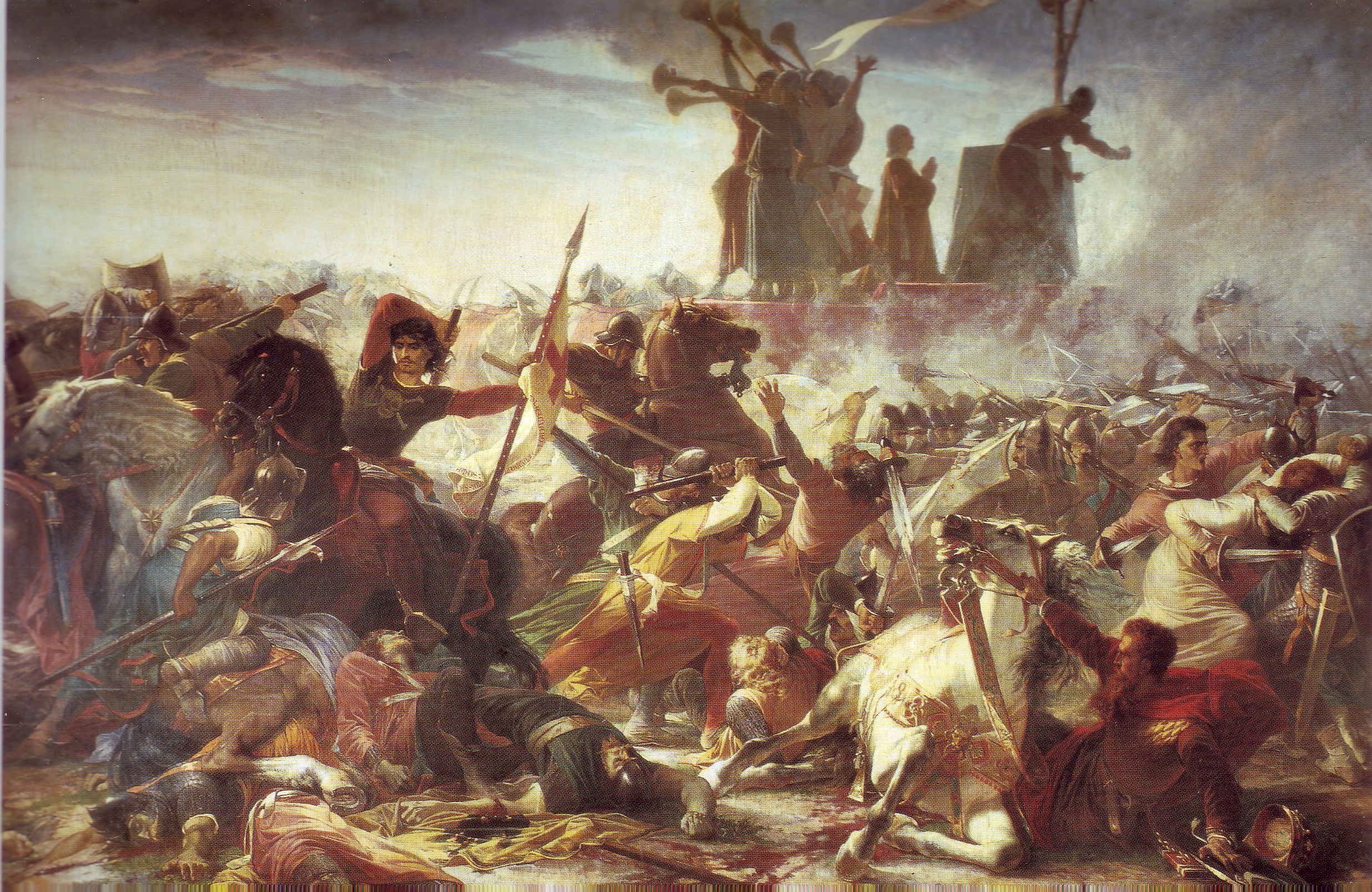
La Battaglia di Legnano. Particolare da un quadro di Amos Cassioli (1832-1891)

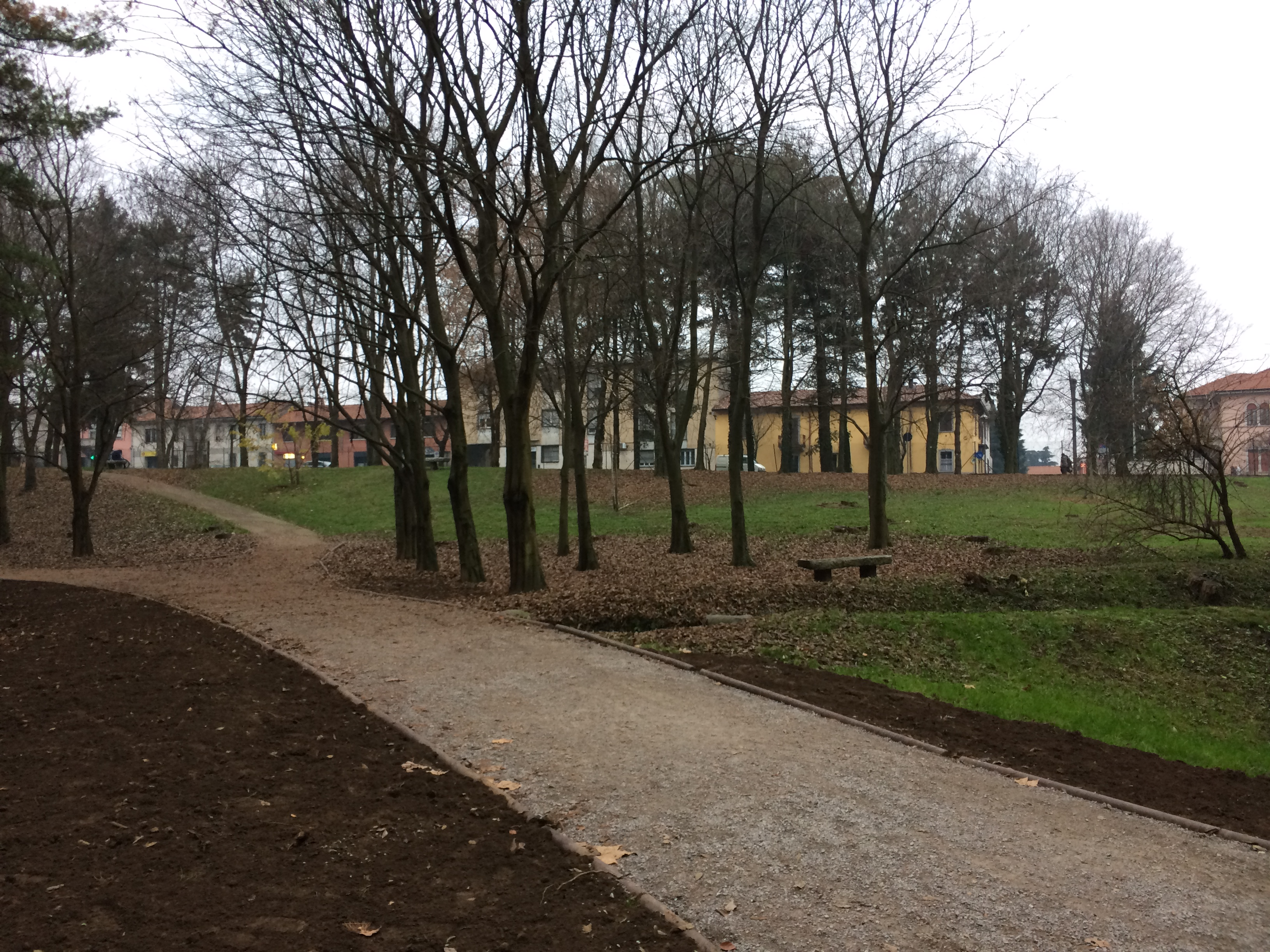
Scorcio del parco Castello a Legnano. Sullo sfondo si vede il quartiere legnanese di Costa San Giorgio, mentre in primo piano è visibile parte della scarpata che potrebbe essere stata teatro della battaglia di Legnano

La battaglia di Legnano potrebbe essere stata combattuta anche sul territorio sangiorgese. Una delle cronache della famosa battaglia (29 maggio 1176), gli Annales di Colonia, contiene un'informazione che indica dove probabilmente fosse il Carroccio, e dunque dove plausibilmente si sarebbe combattuto lo scontro: perché nessun guerriero potesse ritirarsi, i Lombardi «aut vincere aut mori parati, grandi fossa suum exercitum circumdederunt», ossia "pronti a vincere o a morire sul campo, collocarono il proprio esercito all'interno di una grande fossa". Ciò farebbe pensare al fatto che il Carroccio fosse collocato sul bordo di un ripido pendio, così che la cavalleria imperiale, il cui arrivo era previsto lungo il corso dell'Olona, sarebbe stata obbligata ad assalire il centro dell'esercito della Lega Lombarda risalendo l'avvallamento. Considerando le fasi dello scontro, questo potrebbe significare che la famosa battaglia potrebbe essere stata combattuta anche sul suolo sangiorgese in prossimità del quartiere di Legnano "costa di San Giorgio", oppure sul territorio dell'odierno quartiere San Martino a Legnano, non essendo individuabile, in altre parti della zona, un avvallamento con queste caratteristiche. L'esercito del Barbarossa arrivò poi dalla parte opposta, da Borsano: ciò obbligò i fanti comunali a resistere intorno al Carroccio, visto che avevano la strada di fuga sbarrata dal fiume Olona, che avevano alle spalle.
Una leggenda popolare narra che ai quei tempi una galleria sotterranea metteva in comunicazione San Giorgio al castello di Legnano, e che attraverso questo cunicolo l'Imperatore Federico I Barbarossa sia riuscito a fuggire e a salvarsi dopo la disfatta in battaglia. Nel XX secolo, durante alcuni scavi, furono effettivamente trovati dei tronconi di una galleria sotterranea molto antica. Il primo, non lontano da San Giorgio su Legnano, fu esplorato da uno degli operai che lo riportarono alla luce. L'operaio venne dissuaso dall'esplorazione dopo aver percorso cinque o sei metri, a causa di un fiato di vento che spense la candela. Un secondo troncone verso Legnano fu scoperto e subito ostruito dall'amministrazione comunale per ragioni di sicurezza. Inoltre, durante alcuni scavi effettuati nel 2014 presso il castello di Legnano, è stato individuato l'ingresso di un'altra galleria segreta.
Nell'aprile 1273, Napoleone e Francesco della Torre diedero ospitalità a Milano ai reali d'Inghilterra Edoardo I Plantageneto ed Eleonora di Castiglia in occasione del loro ritorno in patria da un viaggio in Medio Oriente. Nel congedarsi, li condussero fino al castello legnanese di San Giorgio, dove sostarono per una notte. Una leggenda popolare sangiorgese sostiene però che i reali, lungo la via del ritorno, pernottarono a San Giorgio su Legnano nella "Casa della regina". Sui documenti dell'epoca l'evento è descritto citando il fatto che i reali inglesi fossero stati ospitati "a Santo Georgio presso Legnano".

## Epoca moderna

### XV e XVI secolo

Villa Parravicini in una foto del 1887. La prima citazione dell'edificio su un documento è del 1584

Il documento successivo al mattone ritrovato presso la chiesa del Crocefisso che si riferisce alla comunità sangiorgese risale al XV secolo e indica l'abitato come locus Sancti Georgi Plebis Parabiaghi Duc. Mlni (it. "località San Giorgio, della pieve di Parabiago, Ducato di Milano"), mentre su mappe dell'epoca dei Borromeo (XVI secolo) l'abitato è citato come Cascina Sancti Georgi Plebis Parabiaghi Duc. Mlni (it. "Cassina di San Giorgio, della pieve di Parabiago, Ducato di Milano". L'antica San Giorgio fece parte fino al 1535 del Comune di Legnano, dal quale è stata divisa dopo la riforma amministrativa dell'Imperatore Carlo V d'Asburgo.

Il primo documento che descrive in modo più particolareggiato la comunità sangiorgese dell'epoca è il catasto spagnolo del 1558, che è conservato all'Archivio storico del Comune di Milano. Le notizie ricavabili da questo documento sono piuttosto scarse, ma permettono di tracciare un profilo sociale ed economico della San Giorgio dell'epoca. Il governo spagnolo decise di creare un catasto per censire le proprietà immobiliari presenti nel Ducato di Milano e imporre conseguentemente le tasse. Nel 1558, come risulta da questo catasto, San Giorgio era composto da undici cortili, della cui disposizione il documento non specifica nulla. La San Giorgio del XVI secolo era quindi ancora un borgo di modeste dimensioni. Tutti cortili avevano un orto contiguo, e i terreni posseduti dai cittadini sangiorgesi dell'epoca coprivano una superficie di quasi 1.600 pertiche milanesi. I proprietari erano trentacinque, raggruppati in quindici famiglie. Nel catasto spagnolo non erano però considerati i terreni appartenenti alla Chiesa, che erano esenti dalla tassazione, e ai Visconti. Comunque, riguardo a questi ultimi, erano presenti anche delle proprietà del castello di Legnano collegate alla famiglia milanese citata. Si può ipotizzare che queste ultime occupassero circa 1.000 pertiche di territorio. I beni ecclesiastici, verranno censiti per la prima volta nel 1721 dal governo austriaco. I terreni presenti nell'elenco catastale erano così destinati: 1.400 pertiche erano coltivate a vite, 100 pertiche erano destinate alle abitazioni e agli orti, 50 erano occupate da aree boschive che procuravano il legname anche per il riscaldamento delle abitazioni e 100 erano destinate a coltivazioni aratorie.  Le informazioni elencate non possono però essere considerate precise, dato che ci fu ostilità da parte dei proprietari a dichiarare la consistenza dei propri beni onde eludere le tasse.
All'epoca la comunità dipendeva, sia per l'aspetto civile sia per quello religioso, dalla Pieve di Parabiago, che includeva le comunità di Arluno, Canegrate, Cantalupo, Cerro, Casorezzo, Legnano, Parabiago, Rescaldina, San Giorgio, San Vittore, Uboldo e Villastanza. La Pieve civile di Parabiago si differenziava da quella religiosa perché non includeva Legnano, Rescaldina e Villastanza. Nel 1584 Carlo Borromeo decretò lo spostamento del capopieve religioso da Parabiago a Legnano, cosicché il capopieve religioso non appartenne più a quello civile. Quest'ultimo, che aveva ancora sede a Parabiago, era sottoposto all'autorità del contado del Seprio, che era governato da un capitano o vicario che risiedeva a Gallarate e che sovrintendeva, tra l'altro, alla giustizia e alla polizia.
Nel XVI secolo le singole comunità del legnanese erano amministrate da funzionari civili, cioè da sindaci, consoli, consiglieri, esattori fiscali e primi estimati, cioè gli abitanti aventi un reddito più alto. Erano riuniti in un consiglio generale e anche allora il sindaco era il rappresentante dell'intera collettività; alcune comunità, come Legnano, San Vittore e Cerro, erano gestite da più sindaci, mentre altri paesi, come Arluno e Rescaldina, erano privi di sindaci. A San Giorgio il sindaco era solo uno. Al sindaco erano affiancati i consoli, che gestivano la polizia, e i cancellieri, i cui compiti erano analoghi a quelli del segretario comunale nell'ordinamento dell'odierna Repubblica italiana. Tra i vari compiti, teneva in casa propria l'archivio comunale. A San Giorgio questi funzionari venivano scelti, da almeno i due terzi dei capifamiglia e dei primi estimati, convocati sulla pubblica piazza al suono della campana.
Di questo secolo sono la fondazione della parrocchia di San Giorgio (12 dicembre 1549) e la datazione del primo documento che cita la villa Parravicini. Nel testamento di Ludovico Crivelli, datato 1584 e custodito presso l'Archivio di Stato di Milano, l'edificio nobiliare viene infatti menzionato come appartenente alla nobile famiglia milanese.

### XVII secolo

La vecchia chiesa della Beata Vergine Assunta di piazza Mazzini, costruita presumibilmente nel XVII secolo

Uno degli aspetti caratterizzanti la storia di San Giorgio nel XVII secolo fu l'infeudazione. Durante questo secolo il governo spagnolo mise all'asta molti terreni dove il compratore, diventato in questo modo feudatario, aveva la prerogativa di vantare diritti politici, economici e sociali sul feudo. Le comunità avevano la possibilità di riscattare la terra pagando una quota che era fissata in base al numero di famiglie presenti nella comunità. San Giorgio si assicurò il riscatto nel 1648 contraendo un debito di 3.000 lire con Francesco Castelli, possidente fondiario. Due anni di scarsi raccolti impedirono però alla comunità sangiorgese di rifondere il denaro prestato. Per questo motivo i sangiorgesi domandarono a Camillo Castelli, figlio di Francesco, nel frattempo deceduto, di essere infeudati per 3.430 lire. L'infeudazione avvenne il 10 novembre 1656. I feudi di età spagnola erano però totalmente differenti da quelli dell'età medioevale. Questi ultimi, infatti, presupponevano l'esistenza di un feudatario, dotato di ampi poteri e di cospicue proprietà terriere, che rispondeva direttamente al sovrano e aveva importanti poteri militari; per questo dimorava principalmente all'interno del suo feudo. I feudatari del governo spagnolo del XVII secolo avevano invece una funzione più che altro formale e i paesi infeudati non soggiacevano ad alcun aggravio collegato all'infeudazione. Il feudatario di epoca spagnola era rappresentato da un podestà feudale, la cui funzione era affine a quella dei consoli. Nel caso di San Giorgio, nel 1751 i cittadini, replicando a una richiesta di informazioni presentata dal governo centrale, dichiararono che al feudatario «non si paga cosa alcuna». Il feudo, però,  forniva alle famiglie titolari un grande vantaggio: la possibilità di ottenere titoli nobiliari. Infatti, all'epoca era consentito diventare feudatari senza titoli nobiliari, ma non era permesso il contrario.
La comunità sangiorgese restò feudo dei Castelli fino al 1780, quando con il decesso del cardinale Giuseppe Castelli, ultimo discendente della casata, il debito si estinse. I feudi furono poi aboliti poco dopo, nel 1796.
Nel XVII secolo il governo spagnolo aggiornò il catasto iniziato nel secolo precedente. Il primo dato che si evince dalle nuove informazioni, è il cambiamento di proprietà di molti beni immobili. Questo può essere interpretato considerando che molti proprietari economicamente più deboli, a seguito della forte tassazione e del limitato reddito proveniente dai terreni, furono costretti a cedere le loro proprietà a soggetti finanziariamente più forti. Non è un caso che a metà del seicento comparvero a San Giorgio due famiglie nobiliari milanesi di origine comasca, i già citati Castelli ed i Parravicini. I primi erano possessori di diverse proprietà immobiliari nella pieve di Parabiago e, come già detto, diventarono feudatari della comunità sangiorgese, mentre i secondi fecero i primi acquisti a San Giorgio nel 1643 dai Belloni e De Gay. In seguito, nel 1648, diventarono proprietari di un complesso nobiliare che in seguito prenderà il loro nome, la villa Parravicini. In precedenza, come già accennato, questa dimora nobiliare apparteneva ai Crivelli.
Per quanto riguarda i dati precisi del catasto spagnolo, alla fine del XVII secolo a San Giorgio erano presenti 21 nuclei familiari proprietari di immobili. Le case censite erano 22, mentre i terreni coprivano una superficie di 1.778 pertiche milanesi. Nello specifico, i terreni presenti nell'elenco catastale erano così destinati: 1.482 pertiche erano coltivati a vite, 73 pertiche erano occupate invece dalle abitazioni e dagli orti, 183 pertiche erano destinate a boschi, 30 pertiche erano adibite a coltivazioni aratorie ed infine 10 pertiche erano occupate dalla brughiera.
In questo secolo è stata presumibilmente costruita la vecchia chiesa della Beata Vergine Assunta, ora non più esistente. Le prime notizie documentate sull'edificio religioso risalgono al 1750, anno del suo ampliamento. L'edificio, in stile barocco, possedeva una sola navata che era completata da cappelle laterali. L'abside era affrescata. La facciata aveva una fattura semplice ed era decorata da lesene. Sulla sinistra della facciata era presente il campanile, mentre a destra era collocato l'oratorio di San Luigi. L'ex parrocchiale terminò le sue funzioni religiose nell'ottobre del 1934. Fu sconsacrata, con decreto arcivescovile, il 24 febbraio 1936 e venne venduta dalla parrocchia il 9 gennaio 1948. Fu demolita nel 1974.
Nella zona in cui furono seppelliti i morti della peste del 1630 fu edificata la secentesca cappelletta Madona di Baldeur. Al suo interno era visibile l'immagine della Madonna con il Bambino. Annualmente veniva fatta una processione dal paese alla cappelletta in commemorazione dei morti per la peste, ed una festa seguiva la cerimonia. Fu demolita nel 1986 per la costruzione della via Carlo Alberto Dalla Chiesa.

### XVIII secolo

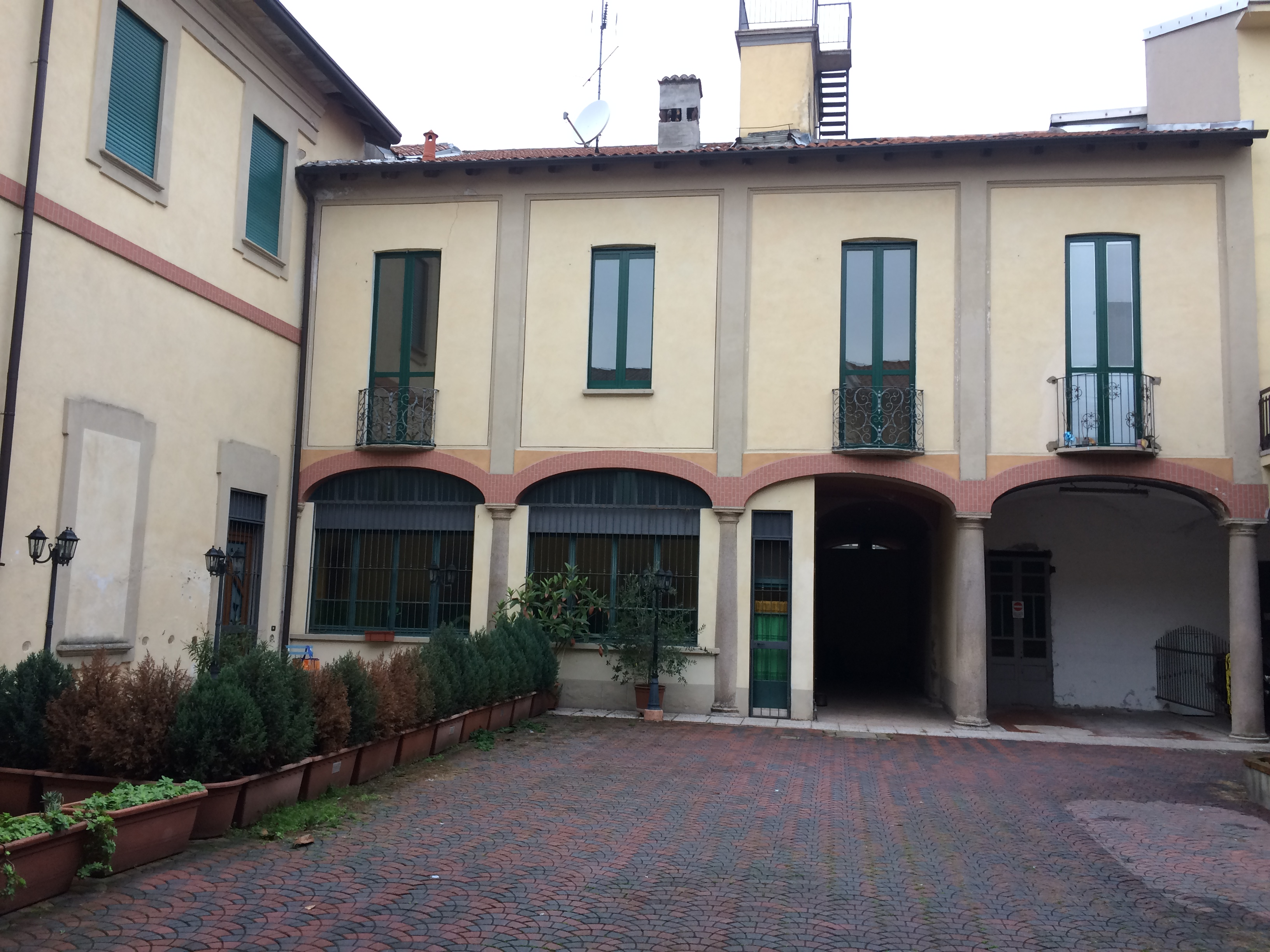
Palazzo Lucini Arborio Mella. Le notizie più antiche che si riferiscono a questa villa nobiliare dimora risalgono al XVIII secolo.

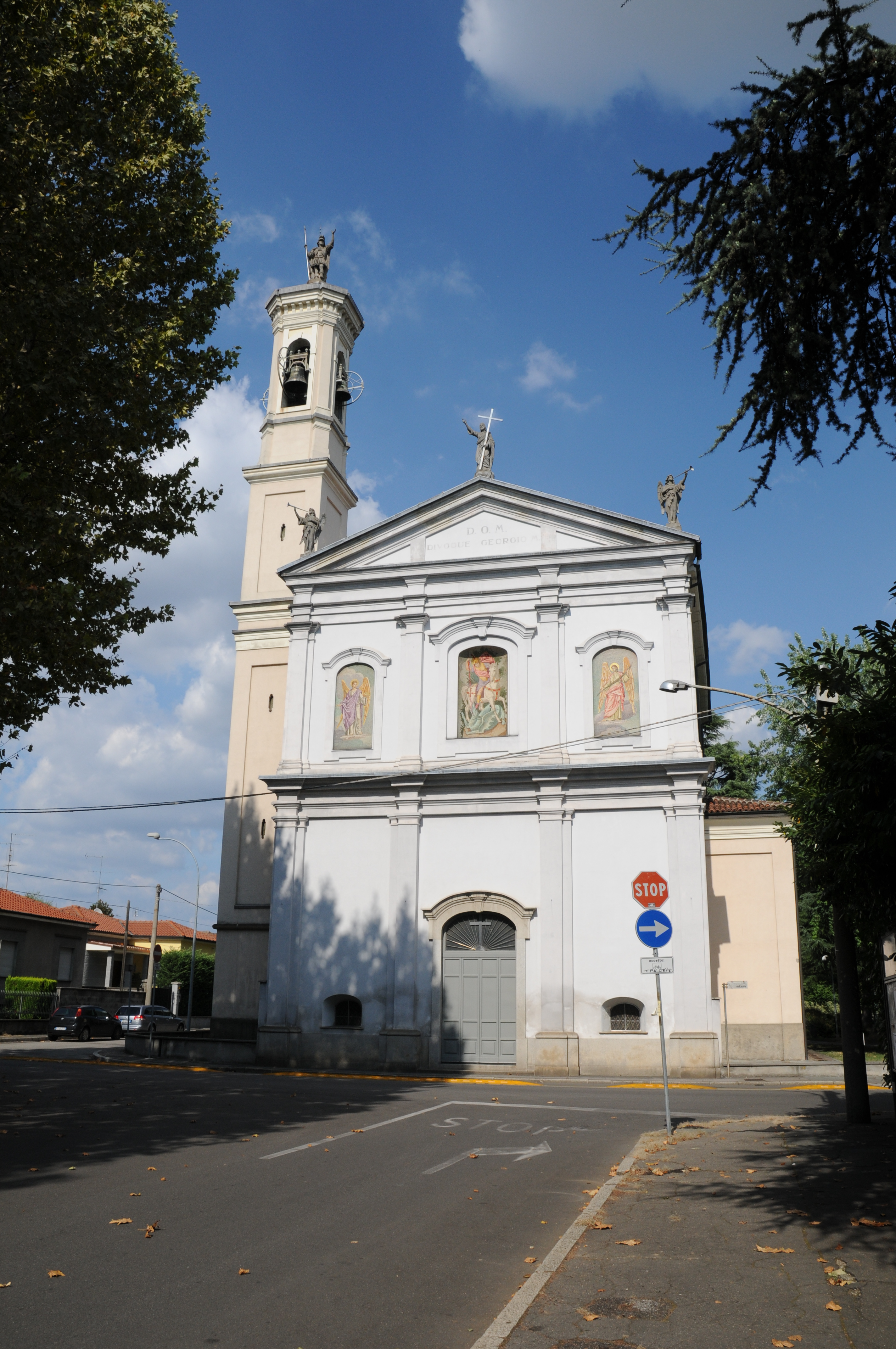
La chiesa del Santissimo Crocifisso. È stata consacrata nel 1703

Nel 1706 gli austriaci subentrarono agli spagnoli come dominatori del Ducato di Milano. Tra le iniziative promosse dal nuovo governo ci fu la preparazione di un catasto che era caratterizzato dall'avere dei parametri molto più particolareggiati dei precedenti. Oltre alla precisa misurazione di tutti i beni immobili, case e terreni, vennero anche realizzata una mappa per ogni Comune del Ducato. Per la prima volta furono censite anche le proprietà della Chiesa, che fino ad allora era stata esente dalle imposte.
L'imperatore Carlo VI emise quindi un decreto che istituì un gruppo di lavoro, il cui compito fu quello di censire con precisione i comuni appartenenti ai suoi domini lombardi. Nel caso di San Giorgio, la determinazione delle dimensioni del territorio iniziò il 20 novembre 1721 grazie a una compagine di rilevatori e disegnatori guidata dal geometra Benito Corradini. Oltre alle dimensioni del Comune, furono registrati tutti gli abitanti e catalogate tutte le proprietà immobiliari. Per completare il lavoro occorsero otto giorni. Il prodotto fu una mappa in scala 1:2000 che riportava i beni immobili (terreni ed edifici), oltre che i confini del Comune. Una copia di questa mappa è ancora oggi conservata presso il municipio e riporta con precisione anche le sagome degli edifici. Questi erano raccolti intorno alla già citata chiesa parrocchiale seicentesca, ora non più esistente. Inoltre la mappa riporta il nome dato dai sangiorgesi ai vari terreni, denominazione proveniente dalla tradizione orale. Questa mappa era completata da un documento, chiamato "sommarione", dove erano disposte in elenco le varie proprietà immobiliari, con l'indicazione della misura e della destinazione dei terreni.
Gli abitanti di San Giorgio su Legnano, al 16 marzo 1730, erano 777 e risiedevano in 60 cortili. I proprietari di beni immobili erano 58, ma 11 di questi erano possessori di ben il 92% dei terreni del comune. Secondo questo catasto, San Giorgio aveva un'estensione pari a 3.133 pertiche milanesi. Da un censimento del 1751 si possono anche desumere alcune informazioni sulla vita sociale della San Giorgio dell'epoca. Il parroco del paese dimorava nella strada della Viscarda (l'attuale via Garibaldi), mentre nella Contrada Lunga (l'attuale via Cavour) erano situati il fabbro, il forno pubblico e il pozzo.
Tra il 1755 ed il 1758 gli organi amministrativi dei Comuni furono riformati dall'imperatrice Maria Teresa d'Austria. Scomparvero i consiglieri generali, che vennero rimpiazzati da un convocato generale formato da tutti i cittadini detentori di beni immobili. Furono conservate le cariche di sindaco, console ed esattore, che vennero però affiancati da due revisori dei conti. Nel convocato generale era presente un gruppo di cinque deputati che sceglieva direttamente il sindaco.
La San Giorgio del Settecento era quindi una piccola comunità agricola retta da un'economia relativamente povera, ma adeguata a far vivere i sangiorgesi dell'epoca una vita dignitosa.
Di questo secolo è la consacrazione della chiesa del Santissimo Crocifisso (1703). Fino al 1933, per differenziarla dalla vecchia chiesa parrocchiale ubicata in piazza, era chiamata "chiesa nuova". Di questo secolo sono le decorazioni più importanti di un'altra villa nobiliare di San Giorgio, Palazzo Lucini Arborio Mella, con affreschi dipinti da Biagio Bellotti nel 1750 sulla volta del salone principale. Di questo edificio non si conosce però l'epoca di costruzione.

## Epoca contemporanea

### XIX secolo

Un agricoltore sangiorgese

In epoca napoleonica, da un punto di vista amministrativo, il comune di San Giorgio venne soppresso ed inglobato nel comune limitrofo di Canegrate. Fece parte della citata municipalità dal 4 novembre 1809 all'8 novembre 1811.
Sul fronte sociale ed economico, questo periodo fu caratterizzato dalla profonda trasformazione del sistema produttivo sangiorgese. L'economia agricola che aveva caratterizzato la comunità per secoli lasciò gradualmente spazio a un sistema industriale.
Nel XIX secolo, le coltivazioni agricole a San Giorgio erano molto variegate. Le principali colture erano cereali (miglio e frumento), la vite ed il gelso, che è alla base dell'allevamento dei bachi da seta. Oltre alla coltura di cereali, l'economia di San Giorgio su Legnano si basava anche sull'allevamento del bestiame, ed in particolare l'allevamento dei bachi da seta era integrativo alla preponderante attività agricola nei campi. La vite invece rappresentava la coltura più diffusa della zona. Nel 1723, infatti, il 70% circa del territorio sangiorgese era coltivato con vigneti. La vite era così comune che, ancora nel 1855, San Giorgio su Legnano era tra le comunità dove la frazione dei terreni lavorati a vigneti era preponderante.
Il contratto agricolo comune nell'Altomilanese all'inizio del XIX secolo era quello della mezzadria. Però già dal XVIII secolo era in atto una trasformazione dei rapporti tra i contadini e i proprietari, che avrebbe portato a un sistema che sarebbe giunto sino all'inizio del XX secolo: il contratto misto "a grano". Alcuni aspetti del contratto a mezzadria vennero però mantenuti. La novità principale del nuovo sistema era quella che il contadino doveva fornire una quota fissa di grano al proprietario (il grano infatti era la merce più agevolmente commercializzabile), indipendentemente dall'entità del raccolto. A causa di ciò gli agricoltori sangiorgesi subirono un peggioramento della propria situazione, dato che le entrate delle famiglie erano soggette alle fluttuazioni della produzione causate, ad esempio, dalle condizioni atmosferiche oppure dalla cattiva gestione delle attività agricole.
Nella seconda metà del XIX secolo comparvero le prime piccole attività protoindustriali. Del 1865 è infatti la fondazione del primo nucleo della Tessitura Giovanni Restelli, la prima azienda tessile avviata a San Giorgio. I tessuti principalmente lavorati erano il cotone e la seta. Nel 1942 l'azienda fu acquistata dalla Tessitura Nosatese, che dopo l'acquisizione prese il nome di Tessitura di Nosate e San Giorgio.
Come risulta da un documento del 1872, avevano sede a San Giorgio su Legnano anche due protoindustrie per il trattamento della seta (una per il lavorazione e l'altro per la torcitura del filato). Nel complesso davano lavoro a circa duecento persone, in maggioranza donne. Esse però non furono le antenate delle moderne aziende che nacquero qualche decennio dopo, dato che erano ancora profondamente legate all'attività agricola, di cui costituivano un'appendice. Come risulta invece da una testimonianza scritta del 1891, tra le attività protoindustriali fecero la loro comparsa una sede distaccata del setificio Kramer & C. di Legnano, che dava lavoro a 142 sangiorgesi, e un'attività artigianale per la produzione dell'acquavite. Queste attività protoindustriali furono però il primo segnale di una trasformazione che avrebbe coinvolto l'economia sangiorgese di lì a poco. Le prime aziende sganciate dall'agricoltura furono infatti fondate tra la fine del XIX e l'inizio del XX secolo.

Via Gerli nel 1985. Sulla sinistra, l’ex municipio. È stato inaugurato nel 1892

Il processo di industrializzazione che portò alla graduale trasformazione dell'economia sangiorgese fu accelerato da due calamità naturali che misero in crisi l'agricoltura locale: la crittogamia, malattia che colpì la vite, e la nosematosi, epidemia che danneggiò i bozzoli dei bachi da seta. Per la prima infezione, comparsa tra il 1851 e il 1852, il risultato in Lombardia fu la rapida caduta della quantità di vino prodotta. Gli ettolitri di vino prodotti passarono da 1.520.000 nel 1838 a 550.000 nel 1852. Il colpo definitivo alla produzione vinicola venne da altre due malattie della vite che, tra il 1879 e il 1890, colpirono la pianta: la peronospora e la fillossera. In seguito a queste epidemie, le coltivazioni vinicole a San Giorgio su Legnano scomparvero definitivamente e i contadini concentrarono gli sforzi nella produzione di cereali e nell'allevamento di bachi da seta. In altre zone vinicole il problema fu risolto con l'innesto di specie di viti immuni alla malattia (uva americana). Ciò però non avvenne a San Giorgio: infatti nel 1911 l'80 % circa dei terreni agricoli di San Giorgio su Legnano risulta destinato a coltivazione di gelsi, con la coltura della vite che era completamente scomparsa.
Poco dopo la diffusione della malattia della vite comparve un'infezione del baco da seta, la nosematosi. Fu chiamata anche pebrina perché rivelata da piccole macchie scure che ricoprivano il corpo del baco. Era una malattia mai comparsa prima, ed era notevolmente più pericolosa del calcino che da secoli rovinava parte del raccolto. La coltura del gelso non seguì però il destino della viticoltura. La fine della coltivazione dei bachi da seta fu infatti meno rapida rispetto a quella della viticoltura. A San Giorgio, i gelsi sono stati infatti coltivati fino alla prima parte del XX secolo.
Oltre a questo, nella seconda parte del XIX secolo l'Europa fu investita da una crisi agricola che coinvolse le coltivazioni a cereali. Ciò era dovuto alla diffusione sui mercati di granaglie americane a prezzi competitivi. Infatti, vaste zone del Middle West statunitense furono destinate alle coltivazioni. Inoltre, grazie all'avanzamento tecnologico, avvenne un deciso calo dei costi di trasporto via mare. L'effetto fu una profonda crisi che colpì le coltivazioni di cereali in Europa. Questa congiuntura toccò il suo apice negli anni ottanta del XIX secolo e caratterizzò l'agricoltura del Vecchio Continente fino all'inizio del XX secolo. Questo avvenimento diede un'ulteriore spinta verso l'industrializzazione dell'Altomilanese, dato che mise in crisi anche il comparto più importante dell'agricoltura della zona dopo la scomparsa dei vigneti e la crisi dell'allevamento dei bachi, la coltivazione di cereali.
La prima reazione dei sangiorgesi dell'epoca fu lo sforzo di far evolvere e progredire la società agricola. Il tentativo però fallì, e quindi la società sangiorgese si rivolse verso l'industria. A questo punto per la struttura economica e sociale di San Giorgio su Legnano iniziò una fase che portò alla nascita di un sistema industriale, che soppiantò il secolare sistema agricolo. Il mutamento però non fu indolore, dato che mutò la una struttura sociale che era radicata da secoli nella comunità.
Nel 1821 accadde un avvenimento che interessò i cittadini sangiorgesi meno abbienti. Con la morte dell'abate Gaspare Raimondi, avvenuta il 10 novembre 1821, divenne esecutivo il suo testamento, che prevedeva il versamento di 100.000 lire all'Ospedale Maggiore di Milano per il ricovero degli ammalati sangiorgesi più poveri. Per questo motivo all'abate Raimondi, residente a San Giorgio, è stata dedicata una via del centro abitato. Nel 1909 il Comune di San Giorgio fece causa all'ospedale perché il nosocomio aveva da poco deciso di rifiutare gli ammalati dei paesi limitrofi, negando quindi anche il lascito testamentario dell'abate Raimondi. Tutte le vertenze pendenti di questo tipo, anche a causa dell'introduzione delle mutue, furono considerate estinte, e quindi l'ospedale riuscì nel suo intento.
San Giorgio è stata lambita anche dagli avvenimenti collegati al Risorgimento. Tra la prima e la seconda guerra d'indipendenza il marchese Giuseppe Parravicini, convinto patriota, interrò i propri armamenti all'interno di un pozzo che si trovava all'interno della propria villa, temendo una perquisizione da parte degli austriaci. Queste armi furono poi scoperte nel XX secolo dai suoi discendenti. Tra esse, fu rinvenuto un fucile sulla cui canna era riportata, con il marchio di fabbrica ed il numero 490, la data 1841. Furono anche trovate una baionetta e una spada.
Dopo l'occupazione militare della Lombardia da parte del Regno di Sardegna durante la seconda guerra di indipendenza, San Giorgio venne aggregata al circondario di Gallarate e al mandamento di Saronno. Infatti, con il decreto Rattazzi del 23 ottobre 1859 venne radicalmente ridisegnata la geografia amministrativa dell'intero Stato sabaudo. Anche dopo la cessazione delle ostilità e la proclamazione del Regno d'Italia, la nuova struttura amministrativa non mutò e San Giorgio rimase parte delle stesse organizzazioni territoriali fino agli anni venti del XX secolo, quando i mandamenti e i circondari furono aboliti. Il decreto Rattazzi sancì inoltre che la comunità sangiorgese sarebbe stata amministrata da un consiglio di quindici membri e da una giunta di due persone.
Con regio decreto n°941 del 23 ottobre 1862 firmato Vittorio Emanuele II di Savoia, al Comune venne cambiata la denominazione per distinguerlo dagli altri Comuni omonimi, essendo nel frattempo avvenuta l'Unità d'Italia. Da "San Giorgio" si passò all'odierna "San Giorgio su Legnano". Successivamente, a seguito della prima legge dello stato unitario italiano sull'ordinamento comunale (1865), venne decretato invece che San Giorgio su Legnano, come tutti i Comuni, sarebbe stata amministrato da un sindaco, da una giunta e da un consiglio comunale.
Nel 1892 venne invece inaugurato l'ex municipio di via Gerli. Costruito per ospitare le scuole elementari e gli uffici comunali, mantenne questa funzione fino al 1929, quando terminò l'edificazione del nuovo plesso scolastico di piazza IV Novembre, progettato da Gino Maggioni. Dal 1929 al 1992 l'edificio di via Gerli fu sede esclusivamente del municipio. Dopo tale data, il palazzo comunale diventò lo stesso edificio di piazza IV Novembre, che ancora oggi ha questa funzione.

### XX e XXI secolo

L'ex-Tessitura Solbiati, fondata nel 1913 ed ora non più attiva. Si trovava in via Roma e al suo posto è stato realizzato un parcheggio e sono stati edificati edifici destinati ad attività artigianali

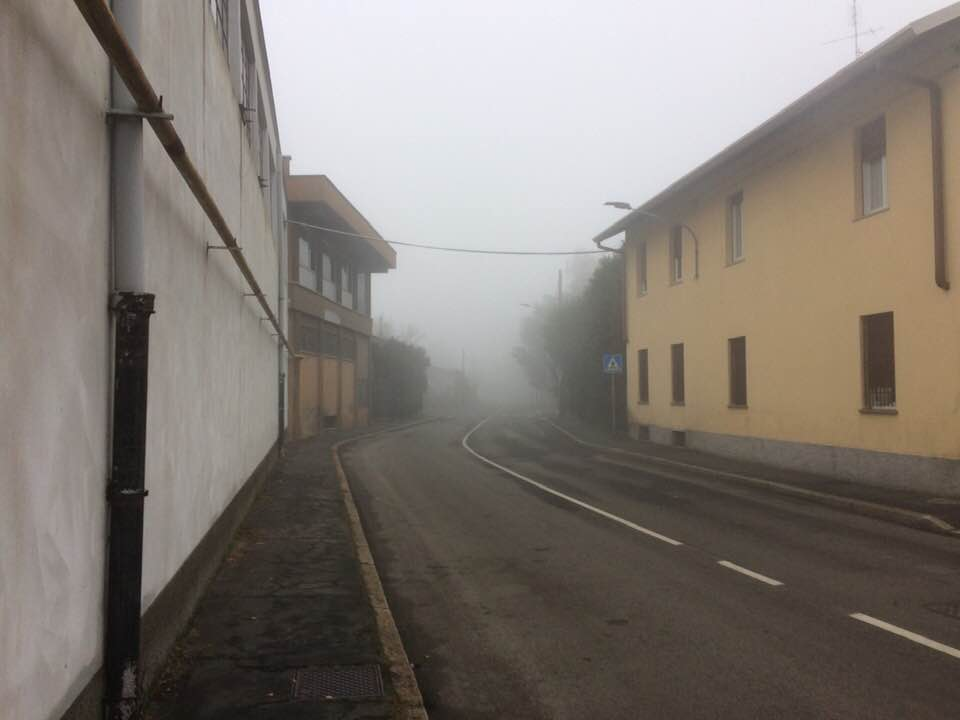
Via Monte Grappa a San Giorgio su Legnano durante una giornata di nebbia. Sulla sinistra, la Fonderia getti speciali Colombo Giuseppe di Carlo e figli

Nel 1911 il ministero dell'Agricoltura, Industria e Commercio diffuse i dati della prima rilevazione statistica degli stabilimenti industriali. Su 3.015 sangiorgesi, quasi il 50 % lavorava nel comparto industriale. Per rendere più precisa l'idea sul sistema economico di San Giorgio di inizio Novecento, basterebbe citare gli animali presenti nel 1937 nelle stalle sangiorgesi, a fronte di quasi 3.900 abitanti: 17 buoi, 31 vitelli, 126 vacche, 46 cavalli, 3 asini, 1 mulo, 1 bardotto, 12 suini e 11 caprini. Per completare il quadro intorno l'economia agricola della comunità sangiorgese, va rimarcato che all'inizio degli anni quaranta i campi coltivati fornivano circa 1800 quintali di grano, 400 di segale e 80 d'avena annui. Questi dati mostrano che il sistema produttivo San Giorgio, all'inizio del XX secolo, era basato su un'economia industriale dove il sistema agricolo possedeva ancora una certa importanza. Di questo periodo è infatti la fondazione di molte industrie storiche sangiorgesi.
Dell'inizio del XX secolo sono due avvenimenti importanti della storia di San Giorgio, che testimoniano il perdurare del processo di industrializzazione. L'11 ottobre 1902 il consiglio comunale diede infatti il via libera alla collocazione di una linea elettrica tra San Giorgio e Castano Primo, e ciò offrì un sostegno decisivo allo sviluppo industriale del Comune. Il secondo avvenimento è la nascita anche a San Giorgio, a inizio Novecento, delle prime sedi dei sindacati dei lavoratori. Ciò testimoniava un importante cambiamento dell'assetto sociale della comunità, che iniziava ad adattarsi al mutamento della struttura economica.
Nello stesso periodo fu definitivamente scartato il progetto della ferrovia Abbiategrasso-Magenta-Legnano-Busto Arsizio, che avrebbe avuto una stazione a San Giorgio: il motivo di tale accantonamento risiedeva nel fatto che fosse più conveniente, come linea ferroviaria congiungente Genova con il traforo del Sempione, la linea Milano-Gallarate, dato che passava dal capoluogo meneghino. La ferrovia Abbiategrasso-Busto Arsizio accorciava il tragitto tra Genova e Busto Arsizio, ma ciò non fu giudicato sufficiente per decretarne la costruzione. I motivi della mancata costruzione furono principalmente due, le proteste dei piccoli comuni, che volevano modifiche al progetto per far passare la ferrovia sul proprio territorio, e la ferma opposizione di Milano, che temeva la perdita di traffico lungo la ferrovia Milano-Sesto Calende: tutto ciò fece continuamente rinviare l'inizio dei lavori. Fu quindi deciso di non costruire una seconda ferrovia dell'Alto Milanese: la parola fine venne posta dallo scoppio della prima guerra mondiale.
Nel 1908 è stata costituita, come Velo Club San Giorgio, l'Unione Sportiva Sangiorgese. Inizialmente l'associazione si dedicò esclusivamente al ciclismo. Nel 1921 venne trasformata in associazione sportiva e mentre nell'anno successivo adottò uno statuto. Nel corso degli anni ha allargato il proprio interesse a molti sport come l'atletica, la pallacanestro, la pallavolo, lo sci e l'escursionismo, trasformandosi in una società polisportiva.

Piazza Mazzini prima della seconda guerra mondiale

Piazza IV Novembre negli anni trenta del XX secolo

Il 30 aprile 1911 avvenne l'inaugurazione dell'attuale edificio della scuola materna. Fin dal 1897 esisteva un asilo d'infanzia che svolgeva la sua funzione in alcuni locali ceduti temporaneamente dall'amministrazione comunale. Questi locali, però, furono chiesti dal comune per essere destinati ad aule scolastiche, e quindi si decise di costruire un nuovo edificio che sarebbe stato adibito specificatamente ad asilo. La maggior parte del denaro fu donato dai cittadini sangiorgesi più ricchi, anche se anche la restante parte della cittadinanza non mancò di offrire donazioni. Parte del denaro arrivò anche dall'opera pia "Vittorio Emanuele II". Questi ultimi fondi furono poi restituiti ratealmente. Per celebrare l'inaugurazione dell'edificio, la regina Elena donò alla pesca di beneficenza a favore dell'asilo di San Giorgio una scultura in bronzo dal titolo La vespa, opera della scultrice Guendalina Williams.
All'entrata in guerra dell'Italia nel primo conflitto mondiale, molti cittadini sangiorgesi partirono per il fronte. Nei combattimenti morirono 35 militari sangiorgesi (30 soldati, un caporal maggiore, tre caporali e un tenente). La guerra causò anche molte restrizioni e sofferenze che furono vissute dalla comunità sangiorgese anche negli anni immediatamente successivi al termine del conflitto. I primi segnali di ripresa ci furono tra il 1920 e il 1923. Un avvenimento importante di questi anni, che è un'indicazione di questo progresso, è l'inizio dei lavori di collocazione delle tubature dell'acqua potabile.
Dopo il conflitto e in seguito alla marcia su Roma, il Fascismo prese il potere in Italia. L'ultimo sindaco di San Giorgio democraticamente eletto fu Riccardo Viganò che fu sostituito, dopo un periodo di commissariamento, da Virgilio Maggioni. Maggioni nel 1927 fu nominato podestà, ruolo che ricoprì fino al 1936. Infatti, durante la dittatura fascista gli organi democratici dei Comuni furono soppressi e tutte le funzioni in precedenza svolte dal sindaco, dalla giunta e dal consiglio furono trasferite al podestà, di nomina governativa. Il podestà era assistito da una consulta municipale, che era nominata dal prefetto.
Negli anni venti lo spazio per le aule scolastiche e gli uffici comunali all'interno dell'edificio di via Gerli risultò insufficiente, e pertanto l'amministrazione comunale acquistò, nel 1924, una porzione di Palazzo Lucini Arborio Mella per ospitare parte dei propri uffici amministrativi. In questo decennio furono anche costruiti tre importanti edifici pubblici e un monumento: furono la torre dell'acquedotto (1921, ora non più esistente), il Monumento ai Caduti (1921), il cimitero comunale (1928) e l'attuale municipio (originariamente destinato a scuole elementari, 1929). Questi ultimi tre edifici sono stati progettati da Gino Maggioni. Solo per le ultime due opere il preventivo di spesa fu di 425.000 lire. Le scuole di piazza IV Novembre furono inaugurate il 20 ottobre 1929. La loro costruzione fu necessaria a seguito del riordino scolastico conosciuto come riforma Gentile che obbligò i Comuni, tra l'altro,  a costruire scuole adeguate a contenere un maggiore numero di alunni. Con la costruzione del nuovo plesso scolastico di piazza IV Novembre tutti gli uffici comunali, che precedentemente erano ospitati anche nel Palazzo Lucini Arborio Mella, vennero trasferiti nell'edificio di via Gerli. Il 24 aprile 1921 fu invece inaugurata la torre dell'acquedotto, demolita poi a cavallo tra il XX ed il XXI secolo, e sostituita da una nuova torre edificata negli anni novanta.

Una fase della costruzione dell'attuale chiesa parrocchiale

Del 1926 è invece la costituzione della "Casa del Circolo Società Anonima per azioni" nell'odierno immobile del Circolo Famigliare, che esisteva già all'inizio del XX secolo, e che era originariamente destinato ad attività commerciali. Nel 1936 la ragione sociale fu trasformata in Società Cooperativa, funzione che ha mantenuto per decenni. Negli anni cinquanta l'immobile fu ampliato fino a raggiungere le dimensioni attuali. Il 17 dicembre 2003 il Circolo Familiare ha donato l'edificio di sua proprietà al Comune di San Giorgio con l'impegno, da parte di quest'ultimo, di far proseguire all'interno della struttura le attività sociali.
Il 23 aprile 1935 fu consacrata la nuova chiesa parrocchiale, che sostituì quella precedente. È di stile neorinascimentale di derivazione bramantesca. Sugli otto lati si aprono delle cappelle laterali e il presbiterio. Le due cappelle laterali, una dedicata al Sacro Cuore e l'altra alla Madonna, sono accresciute, costituendo un contorno a forma di cerchio chiuso da una cupola. Un'altra peculiarità della chiesa è l'utilizzo di mattoni a vista di chiara derivazione lombarda.
Nel 1936, causa della legge sul celibato che introduceva una tassa sui non ammogliati e proibiva ai celibi di occupare cariche pubbliche, Virgilio Maggioni, che non era sposato, fu sostituito nel ruolo di podestà da Ettore Malinverni, che ricoprì l'incarico fino al 1940. Per quanto riguarda le infrastrutture comunali, dal 1935 al 1938 furono costruite, nelle vie del centro abitato, le fognature, mentre nel 1937 venne posata la pavimentazione, in cubetti di porfido, in alcune vie cittadine.

Una delle prime partenze del Campaccio

Con lo scoppio della seconda guerra mondiale, anche San Giorgio fu coinvolta dagli eventi bellici. Tra essi, spiccano le vicende di Giacomo Bassi, segretario comunale arrivato a San Giorgio nel 1942. Durante il suo mandato Bassi nascose una famiglia di ebrei milanesi nella scuola elementare di San Giorgio (attuale municipio), procurando loro documenti di identità falsi e fornendo continua assistenza morale e materiale per quindici mesi fino alla Liberazione. Per questo motivo è stato proclamato Giusto tra le Nazioni dallo Stato di Israele. Al conflitto parteciparono parecchi cittadini sangiorgesi, molti dei quali non fecero più ritorno a casa perché caduti oppure dispersi al fronte di guerra. Complessivamente, dal 1935 al 1945 (compresa quindi la guerra d'Etiopia) morirono sui campi di battaglia 42 militari sangiorgesi (30 soldati, un carabiniere, un caporale, tre caporali maggiori, due sergenti, un sergente maggiore, un maresciallo, un tenente, un aviere scelto e un sottocapo torpediniere). A seguito dell'armistizio dell'8 settembre 1943, le Forze armate italiane sbandarono, e molti soldati del Regio Esercito furono internati nei campi di concentramento in Germania. Tra essi, ci fu anche un militare sangiorgese. In questo tragico scenario, due militari sangiorgesi furono coinvolti nell'eccidio di Cefalonia. Uno di loro venne internato e morì in un campo di concentramento in Germania, mentre l'altro perì durante l'affondamento della nave che lo portava prigioniero nel Paese teutonico. Dopo l'armistizio dell'8 settembre 1943,  numerosi cittadini sangiorgesi parteciparono, inquadrati nelle formazioni partigiane dell'Altomilanese, alla Resistenza. Il partigiano sangiorgese più famoso è Pino Croci, deceduto durante la consegna di un ordine al CNL di Legnano. A Pino Croci è poi stata dedicata una via di San Giorgio.
Con la fine della guerra e la caduta definitiva del Fascismo, anche a San Giorgio furono ripristinate le cariche amministrative precedenti alla dittatura. Nel 1945 Orazio Peretti venne nominato temporaneamente sindaco dal CNL. Restò in carica fino all'elezione del primo sindaco democraticamente eletto dai cittadini sangiorgesi dopo la dittatura, Mario Pastori, in carica dal 1946 dal 1947.
La seconda metà degli anni cinquanta è stata segnata da due avvenimenti importanti per la storia sangiorgese. Il primo evento fu la concessione, il 7 gennaio 1956 con decreto del presidente della Repubblica firmato da Giovanni Gronchi, dello stemma e del gonfalone del Comune. Il secondo avvenimento fu l'organizzazione, da parte dell'Unione Sportiva Sangiorgese, della prima edizione del Campaccio (1957), una corsa campestre annuale alla quale partecipano atleti di fama internazionale. È uno degli eventi più importanti del suo genere in Italia; anche per questo motivo l'Unione Sportiva Sangiorgese fu insignita, nel 1988, della stella d'oro al merito sportivo. Il nome della corsa deriva da Campasc, che in dialetto legnanese significa "campo incolto".
A cavallo degli anni cinquanta e gli anni sessanta ci fu l'età d'oro dell'industria sangiorgese, principalmente legata alle industrie tessili e meccaniche. Nei decenni che seguirono ci fu un lento declino causato dalla concorrenza di prodotti tessili provenienti da Paesi in via di sviluppo. La crisi peggiorò progressivamente danneggiando l'economia, l'occupazione e il tessuto industriale: molte aziende chiusero, soprattutto nei settori del tessile, dell'abbigliamento e delle calzature, e molte altre furono coinvolte in un processo di ridimensionamento. Tali processi continuano tuttora. L'agricoltura, marginale nell'impatto sul sistema produttivo, è praticata nelle poche aree libere da costruzioni e infrastrutture. Questi terreni sono coltivati a cereali, principalmente grano e mais. San Giorgio su Legnano, come tutta la zona circostante, è ancora oggi tra le aree più sviluppate e industrializzate d'Italia.
Il 1º ottobre 1967 fu inaugurato il plesso scolastico che ospita le scuole medie. L'edificio sorge su un'area che precedentemente era occupata dall'oratorio maschile, che in seguito si spostò in via Manzoni. Successivamente, l'oratorio maschile fu trasferito nel nuovo centro parrocchiale di via Roma inaugurato il 13 gennaio 1982 dal cardinal Carlo Maria Martini.
Il 10 dicembre 2006 San Giorgio su Legnano ha ospitato i Campionati europei di corsa campestre 2006, che sono stati organizzati dall'Unione Sportiva Sangiorgese.

## Galleria d'immagini

Un cortile di San Giorgio su Legnano in una foto d'epoca
Via Roma angolo via Manzoni
Via Roma angolo via Manzoni visto dal portone della chiesa parrocchiale
Il monumento ai caduti quando era ancora posizionato in piazza Mazzini in una foto d'epoca
La chiesa Parrocchiale in una foto d'epoca
Vicolo Parravicini
Una delle fasi della demolizione della vecchia chiesa parrocchiale
La mappa di San Giorgio su Legnano del 1721
Una partenza del Campaccio